# Peromyscus polionotus ammobates
Chuột bãi biển Alabama (Danh pháp khoa học: Peromyscus polionotus ammobates) là một phân loài của loài chuột Peromyscus polionotus trong họ chuột Tân thế giới, đây là phân loài đang bị đe doạ bởi liên bang, sống dọc theo những bãi biển của bờ biển Alabama của Hoa Kỳ. Loài này đang bị đe dọa và được bảo vệ trong các khu vực như Khu Bảo tồn Động vật Hoang dã Quốc gia Bon Secour ở Hạt Baldwin, Alabama, các tổ chức môi trường đã dừng việc xây dựng nhà ở trong môi trường sống của chuột bãi biển Alabama.

## Phân bố
Phạm vi phân bố của chuột bãi biển Alabama trong lịch sử bao gồm nhiều bán đảo Fort Morgan trên bờ vịnh Alabama và kéo dài từ Ono Island đến Fort Morgan. Phát triển nhà ở, hoạt động thương mại ven biển và xây dựng tuyến đường đã làm phân mảnh và phá hủy môi trường sống của phân loài này. Bão, bão nhiệt đới và cồn cát sử dụng của người đi bộ cũng làm hư hại hoặc phá huỷ cồn cát và môi trường sống liên quan. Bị rình rập bởi mèo nhà và mèo hoang cũng như các loài động vật khác, cộng với sự cạnh tranh từ những loài gặm nhấm khác cũng góp phần làm giảm số lượng chuột bãi biển Alabama.

## Đặc điểm
Chuột bãi biển Alabama là một trong một số phân loài của những con chuột sống ở những cánh đồng chỉ sống ở các khu vực cồn cát ven biển. Những con chuột nhỏ màu sáng này làm tổ trong các cồn cát và chủ yếu hoạt động vào ban đêm. Chúng ăn các loại hạt giống cây trồng và côn trùng. Chúng thích độ dốc cát phủ đầy yến mạch, cỏ bãi cỏ, cỏ khác và thảo mộc.
Cồn cát bên trong cung cấp môi trường sống quan trọng cho sự sống còn trong thời gian lũ lụt. Những con chuột biển là một phần quan trọng của hệ sinh thái cồn cát ven biển. Số lượng con chuột bãi biển đang phát triển cho thấy một hệ thống cồn khỏe mạnh. Các con chuột tự đóng góp bằng cách tích trữ và phân phối hạt. Hạt không ăn được phát triển thành các cây giúp ổn định các cồn cát. Con chuột bãi biển cũng là một phần quan trọng của chuỗi thức ăn, cung cấp nguồn thức ăn cho những con sên sói như rắn và cú.